# Christian Carlsson (ishockeyspelare)
Christian Carlsson, född 25 juli 1978 i Karlskoga, är en svensk professionell ishockeyspelare som har spelat för BIK Karlskoga i Hockeyallsvenskan.pensonerad 6/2 2022